# Fußball in Schweden
Fußball zählt in Schweden neben Eishockey zu den populärsten Sportarten. Neben den landeseigenen Meisterschaften besteht in Schweden auch ein starkes mediales Interesse an den Leistungen schwedischer Fußballspieler im Ausland. Die Rekordmeister sind Malmö FF bei den Männern und der FC Rosengård bei den Frauen.

## Verband

Logo des Svenska Fotbollförbundet

Der heutige schwedische Fußballverband Svenska Fotbollförbundet entstand am 18. Dezember 1904, als sich 77 Vereine in Stockholm zum Svenska Gymnastik- och Idrottsföreningarnas riksförbunds sektion för fotboll och bandy zusammenschlossen, der ein Jahr später sich den aktuellen Namen gab. Jedoch existierten in den Anfangsjahren weitere Verbände. Einer dieser Verbände war der 1902 gegründete Svenska Bollspelsförbundet, der 1904 zu den Gründungsmitgliedern der FIFA in Paris zählte. In den folgenden Jahren löste der Svenska Fotbollförbundet die konkurrierenden Verbände ab und war ab 1906 internationaler Vertreter des schwedischen Fußballs bei der FIFA. Bei der Gründung des europäischen Kontinentalverbandes UEFA 1954 gehörte Schweden ebenfalls zu den konstituierenden Mitgliedsverbänden.
Schillernde Persönlichkeit der Anfangsjahre des schwedischen Fußballverbandes war Clarence von Rosen, der auch Namensgeber des bis 2000, als seine Verstrickungen in den Nationalsozialismus aufgedeckt wurden, vergebenen Meisterpokals war. Der mitunter bekannteste Vorsitzende des schwedischen Landesverbandes ist Lennart Johansson, dessen Name den Nachfolgerpokal ziert. Zwischen 1985 und 1990 leitete er die Geschicke des Sportbundes, bis er an die Spitze der UEFA gewählt wurde. Sein Nachfolger wurde Lars-Åke Lagrell, der bis heute den Verband leitet.

## Geschichte

Spielszene aus dem ersten Spiel nach offiziellen Fußballregeln zwischen Örgryte IS und IS Lyckans Soldater am 22. Mai 1892

In den 1870er Jahren gelangte das Fußballspiel aus Großbritannien nach Schweden, wobei zunächst der in nahezu allen europäischen Ländern stattfindende Richtungsstreit zwischen Assoziationsfußball und Rugby zu Spielen nach unterschiedlichen Regelwerken führte.
Am 22. Mai 1892 kam es auf dem Sportplatz Balders Hage zum ersten Spiel, das der in den 1880er Jahren gegründeten Göteborger Vereine IS Lyckans Soldater und Örgryte IS gegeneinander an. Das Spiel, das Örgryte IS mit 1:0 für sich entscheiden konnte, gilt als das erste Fußballspiel nach den Assoziationsregeln zwischen zwei schwedischen Mannschaften.
1895 gründete sich in Göteborg der Sportverband Svenska Idrottsförbundet dem auch Fußballmannschaften beitraten. Dieser organisierte ab 1896 die Svenska Mästerskapet, deren erste Meisterschaft Örgryte IS durch einen 3:0-Erfolg über IS Idrottens Vänner errang. Nach Gründung des Svenska Fotbollförbundet als speziellem Fußballverband 1904 wurden die bis dato ausgetragenen Meisterschaften rückwirkend anerkannt. Parallel hatten sich mehrere Wettbewerbe wie der Rosenska Pokalen oder die Kamratmästerskapen als Meisterschaft der Idrottsföreningen Kamraterna etabliert.
Bis 1924 wurde der schwedische Meister in Ausscheidungsturnieren ermittelt und in der darauf folgenden Saison gab es das erste Mal eine Allsvenskan (1. schwedische Liga). Schon etwa zehn Jahre zuvor hatten sich regionale Ligen gebildet. Bis in die späten 1950er Jahre entsprach die Bezeichnung Allsvenskan (gesamt schwedisch) jedoch nicht der gängigen Praxis. So wurde Mannschaften aus dem hohen Norden des Landes und von der Insel Gotland der Aufstieg aus niederen Ligen verweigert, da etablierte Clubs nicht die langen Reisewege auf sich nehmen wollten.
Bei den Frauen wurde ab 1973 ein schwedischer Meister ermittelt und seit 1988 gibt es eine erste Liga, die Damallsvenskan.

## Nationalmannschaften

### Männer

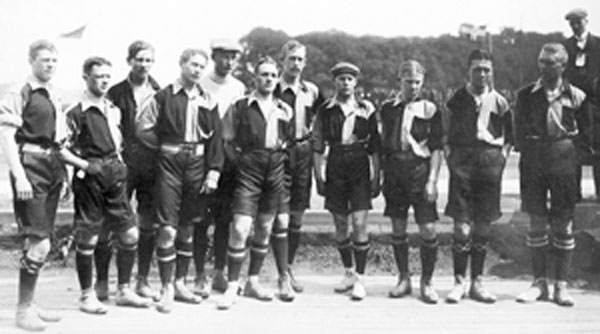
Schwedens erste Nationalmannschaft

Die schwedische Nationalmannschaft trat 1908 zu ihrem ersten Länderspiel an, das gegen Norwegen mit 11:3 gewonnen wurde. Erster Erfolg war der Gewinn der Bronzemedaille bei den Olympischen Spielen 1924. Beim Weltmeisterschaftsturnier in Italien 1934 nahm die Auswahlmannschaft erstmals an einer Weltmeisterschaft teil.
Bei den Olympischen Spielen 1948 gelang der Nationalmannschaft der bis dato größte Erfolg, als die Goldmedaille errungen wurde. Dieser Titel leitete die erfolgreichste Ära der Landesauswahl ein: Bei der Weltmeisterschaft 1950 gelang ebenso wie bei den Olympischen Spielen 1952 der dritte Rang und beim Weltmeisterschaftsturnier 1958 im eigenen Land erreichte sie das Endspiel, das gegen Brasilien verloren ging. Bei den seit 1924 ausgetragenen Nordischen Meisterschaften kam Schweden zudem zwischen 1933 und 1977 zu neun Erfolgen in Serie.
Nachdem sich die Nationalmannschaft zwischen den 1960er und 1980er Jahren nur unregelmäßig für große Turniere qualifizieren konnte, erlebte sie in den 1990er Jahren eine Renaissance. Beim Europameisterschaftsturnier 1992 im eigenen Land nahm sie erstmals an einer Europameisterschaft teil und scheiterte erst im Halbfinale. Zwei Jahre später gelang bei der Weltmeisterschaft 1994 dasselbe Ergebnis und im abschließenden Spiel um den dritten Platz wurde Bulgarien geschlagen. Zwar verpasste die Auswahlmannschaft die Weltmeisterschaft 1998, seit der Europameisterschaft 2000 nahm sie an jedem großen Turnier teil – die fünf aufeinanderfolgenden Turnierteilnahmen stellen für die schwedische Nationalmannschaft einen Rekord dar.

### Frauen

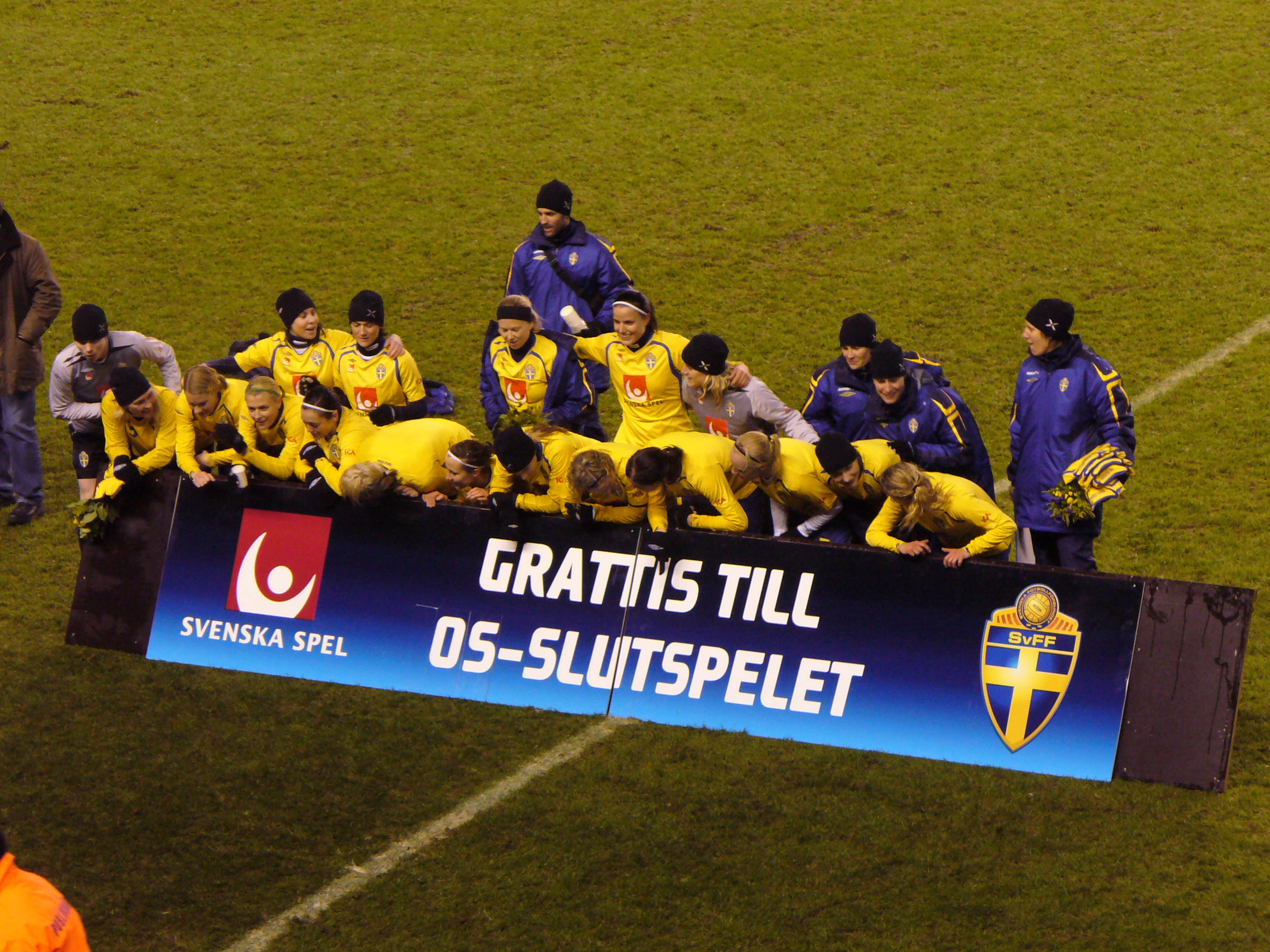
Die schwedische Frauennationalmannschaft nach der Qualifikation zu den Olympischen Spielen 2008

Die schwedische Frauennationalmannschaft trat 1974 zu ihrem ersten Länderspiel an, das gegen Finnland gewonnen wurde. Erster Erfolg war 1977 der Triumph bei der Nordischen Meisterschaft, nachdem die Auswahl vorher bereits dreimal Zweiter geworden war. Bis 1981 gelangen fünf Erfolge in Folge.
Die schwedische Frauennationalmannschaft nahm 1984 an der erstmals ausgetragenen Europameisterschaft teil und konnte den EM-Wettbewerb in den Endspielen gegen England im Elfmeterschießen für sich entscheiden. Auch für die folgenden Turniere konnte sich die Auswahlmannschaft regelmäßig qualifizieren.
Beim Weltmeisterschaftsturnier 1991 nahm die schwedische Auswahl erstmals an einer Weltmeisterschaft teil und erreichte das Halbfinale, in dem sie an Norwegen scheiterte. Durch einen anschließenden Sieg über Deutschland erreichte sie den dritten Rang. Bei den Olympischen Spielen 1996, bei denen erstmals ein Frauenfußball-Turnier ausgetragen wurde, scheiterte die Mannschaft bereits in der Vorrunde. In den folgenden Jahren nahm die Mannschaft regelmäßig an Endrundenturnieren beider Wettbewerbe teil.
Bei Europameisterschaften konnte sich die schwedische Auswahl drei zweite Plätze sowie bei der Weltmeisterschaft 2003 eine Silbermedaille erspielen. Größter Erfolg bei Olympischen Spielen, an denen die Schwedinnen als einzige europäische Mannschaft immer teilnahmen, waren die Silbermedaillen bei den Spielen 2016 und 2020, als die Mannschaft im Spiel um die Goldmedaille Deutschland bzw. Kanada unterlag. Seit der Einführung einer internationalen Rangliste wurde sie in den vergangenen Jahren auf den Plätzen zwei bis zehn geführt.
Heute gehört die schwedische Frauennationalmannschaft zu den besten Teams der Welt.

## Das Ligasystem

### Geschichte

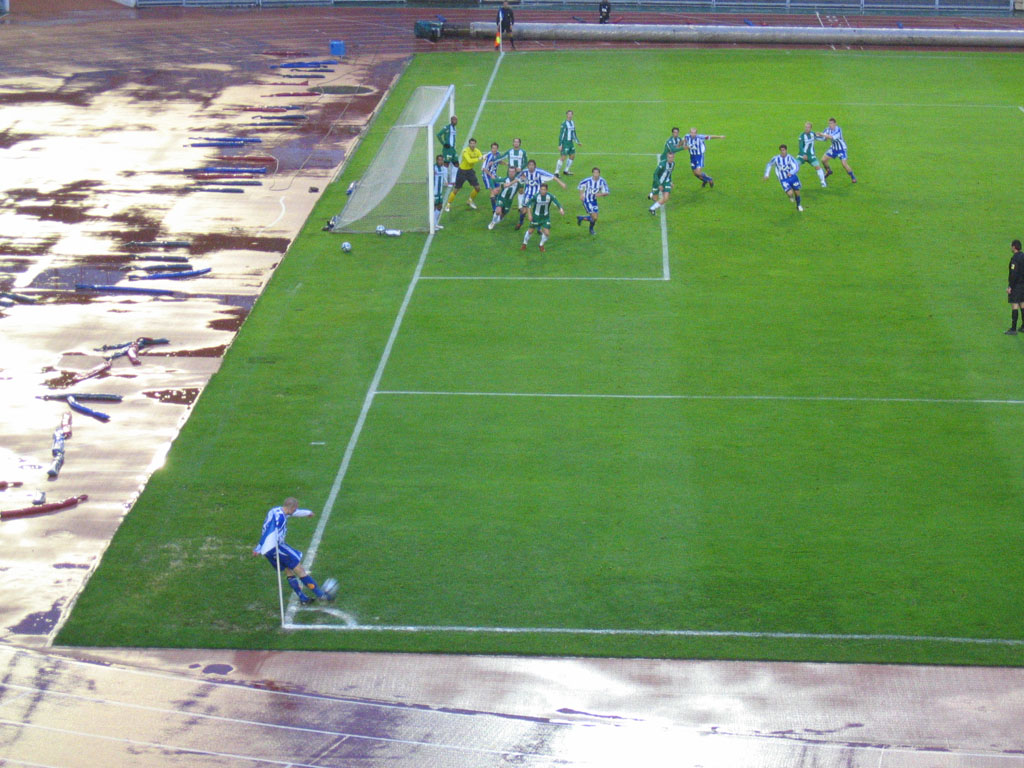
Eckball im Allsvenskan-Spiel zwischen IFK Göteborg und Hammarby IF im November 2005

Das schwedische Ligensystem wurde im Laufe der Geschichte mehrmals reformiert. Während die nationale Meisterschaft zunächst im Pokalmodus ausgespielt wurde, etablierte sich parallel ab 1910 mit der Svenska Serien eine erste überregionale Liga. Diese ging 1924 in der Allsvenskan auf. Nach Abschaffung der Pokalmeisterschaft 1925 gab es bis 1930 keinen offiziellen Meistertitel, ehe die Titelvergabe an den Tabellenerste der Allsvenskan am Saisonende eingeführt wurde. In den Anfangsjahren war der Unterbau dieser Meisterschaft regional zerstückelt und Mannschaften aus dem Norden wurden aus den höheren Ligen ausgeschlossen – lange Reisen waren seinerzeit zu unwirtschaftlich. Erst 1953 wurde allen schwedischen Vereinen der Zugang zu den höheren Ligen gestattet.
1981 wurde dann neben der eingleisigen ersten Liga auch die zweite Liga auf eine Staffel reduziert. Zwischen 1982 und 1990 wurde der Meister in Play-off-Spielen im Anschluss an die reguläre Meisterschaft ausgespielt. 1991 wurde dann das Ligasystem erneut grundlegend reformiert. In der ersten Liga wurde die Meisterschaft nach 18 Spieltagen geteilt. Die besten sechs Mannschaften spielten in Ligaform den Meister und die Teilnehmer an den internationalen Wettbewerben aus, während die schlechteren Mannschaften mit den besten Zweitligamannschaften um die weiteren Plätze in der Liga in der kommenden Spielzeit kämpften. Die zweite Liga wurde dazu in vier Staffeln aufgeteilt, wobei sich die jeweiligen Meister für die Entscheidungsrunde zur ersten Liga qualifizierten.
Dieses System hielt sich jedoch nur zwei Spielzeiten. Anschließend wurde die Meisterschaft wieder in einer 14 Mannschaften umfassenden Liga ausgespielt, während die zweite Liga in zwei Staffeln aufgeteilt wurde. Nach Ende der Spielzeit 1999 wurden diese beiden Staffeln zusammengefasst, so dass seither die ersten beiden Ligen jeweils wieder eingleisig sind. Bei der letzten Reform 2005 blieben diese Klassen unberührt. Die dritten Ligen wurden von vier auf zwei Staffeln zusammengefasst und in den weiter unterklassigen regionalen Ligen ergaben sich weitere Änderungen. Ab der Spielzeit 2008 wurde die Allsvenskan um zwei Mannschaften erweitert, so dass die ersten beiden Ligen jeweils 16 Mannschaften umfassen.

### Aktuelle Ligenpyramide
| Stufe | Liga                                                            | Liga                                                            | Liga                                                            | Liga                                                            | Liga                                                            | Liga                                                            | Liga                                                            | Liga                                                            | Liga                                                            | Liga                                                            | Liga                                                            | Liga                                                            |
| ----- | --------------------------------------------------------------- | --------------------------------------------------------------- | --------------------------------------------------------------- | --------------------------------------------------------------- | --------------------------------------------------------------- | --------------------------------------------------------------- | --------------------------------------------------------------- | --------------------------------------------------------------- | --------------------------------------------------------------- | --------------------------------------------------------------- | --------------------------------------------------------------- | --------------------------------------------------------------- |
| 1     | Allsvenskan 16 Vereine                                          | Allsvenskan 16 Vereine                                          | Allsvenskan 16 Vereine                                          | Allsvenskan 16 Vereine                                          | Allsvenskan 16 Vereine                                          | Allsvenskan 16 Vereine                                          | Allsvenskan 16 Vereine                                          | Allsvenskan 16 Vereine                                          | Allsvenskan 16 Vereine                                          | Allsvenskan 16 Vereine                                          | Allsvenskan 16 Vereine                                          | Allsvenskan 16 Vereine                                          |
| 2     | Superettan 16 Vereine                                           | Superettan 16 Vereine                                           | Superettan 16 Vereine                                           | Superettan 16 Vereine                                           | Superettan 16 Vereine                                           | Superettan 16 Vereine                                           | Superettan 16 Vereine                                           | Superettan 16 Vereine                                           | Superettan 16 Vereine                                           | Superettan 16 Vereine                                           | Superettan 16 Vereine                                           | Superettan 16 Vereine                                           |
| 3     | Division 1 Norra 14 Vereine                                     | Division 1 Norra 14 Vereine                                     | Division 1 Norra 14 Vereine                                     | Division 1 Norra 14 Vereine                                     | Division 1 Norra 14 Vereine                                     | Division 1 Norra 14 Vereine                                     | Division 1 Södra 14 Vereine                                     | Division 1 Södra 14 Vereine                                     | Division 1 Södra 14 Vereine                                     | Division 1 Södra 14 Vereine                                     | Division 1 Södra 14 Vereine                                     | Division 1 Södra 14 Vereine                                     |
| 4     | Division 2 Norrland 12 Vereine                                  | Division 2 Norrland 12 Vereine                                  | Division 2 Norra Svealand 12 Vereine                            | Division 2 Norra Svealand 12 Vereine                            | Division 2 Östra Svealand 12 Vereine                            | Division 2 Östra Svealand 12 Vereine                            | Division 2 Mellersta Götaland 12 Vereine                        | Division 2 Mellersta Götaland 12 Vereine                        | Division 2 Västra Götaland 12 Vereine                           | Division 2 Västra Götaland 12 Vereine                           | Division 2 Södra Götaland 12 Vereine                            | Division 2 Södra Götaland 12 Vereine                            |
| 5     | Division 3 Norra Norrland 12 Vereine                            | Division 3 Mellersta Norrland 12 Vereine                        | Division 3 Södra Norrland 12 Vereine                            | Division 3 Norra Svealand 12 Vereine                            | Division 3 Östra Svealand 12 Vereine                            | Division 3 Västra Svealand 12 Vereine                           | Division 3 Nordöstra Götaland 12 Vereine                        | Division 3 Mellersta Götaland 12 Vereine                        | Division 3 Nordvästra Götaland 12 Vereine                       | Division 3 Sydvästra Götaland 12 Vereine                        | Division 3 Sydöstra Götaland 12 Vereine                         | Division 3 Södra Götaland 12 Vereine                            |
| 6–10  | Ab Division 4 werden die Ligen von regionalen Verbänden betreut | Ab Division 4 werden die Ligen von regionalen Verbänden betreut | Ab Division 4 werden die Ligen von regionalen Verbänden betreut | Ab Division 4 werden die Ligen von regionalen Verbänden betreut | Ab Division 4 werden die Ligen von regionalen Verbänden betreut | Ab Division 4 werden die Ligen von regionalen Verbänden betreut | Ab Division 4 werden die Ligen von regionalen Verbänden betreut | Ab Division 4 werden die Ligen von regionalen Verbänden betreut | Ab Division 4 werden die Ligen von regionalen Verbänden betreut | Ab Division 4 werden die Ligen von regionalen Verbänden betreut | Ab Division 4 werden die Ligen von regionalen Verbänden betreut | Ab Division 4 werden die Ligen von regionalen Verbänden betreut |

Gültig ab 2008
Der aktuelle Meister bestreitet Qualifikationsspiele zur UEFA Champions League, zudem entsendet die Allsvenskan inklusive des Pokalsiegers drei Vertreter in die Qualifikationsrunden zur UEFA Europa Conference League.

### Damallsvenskan

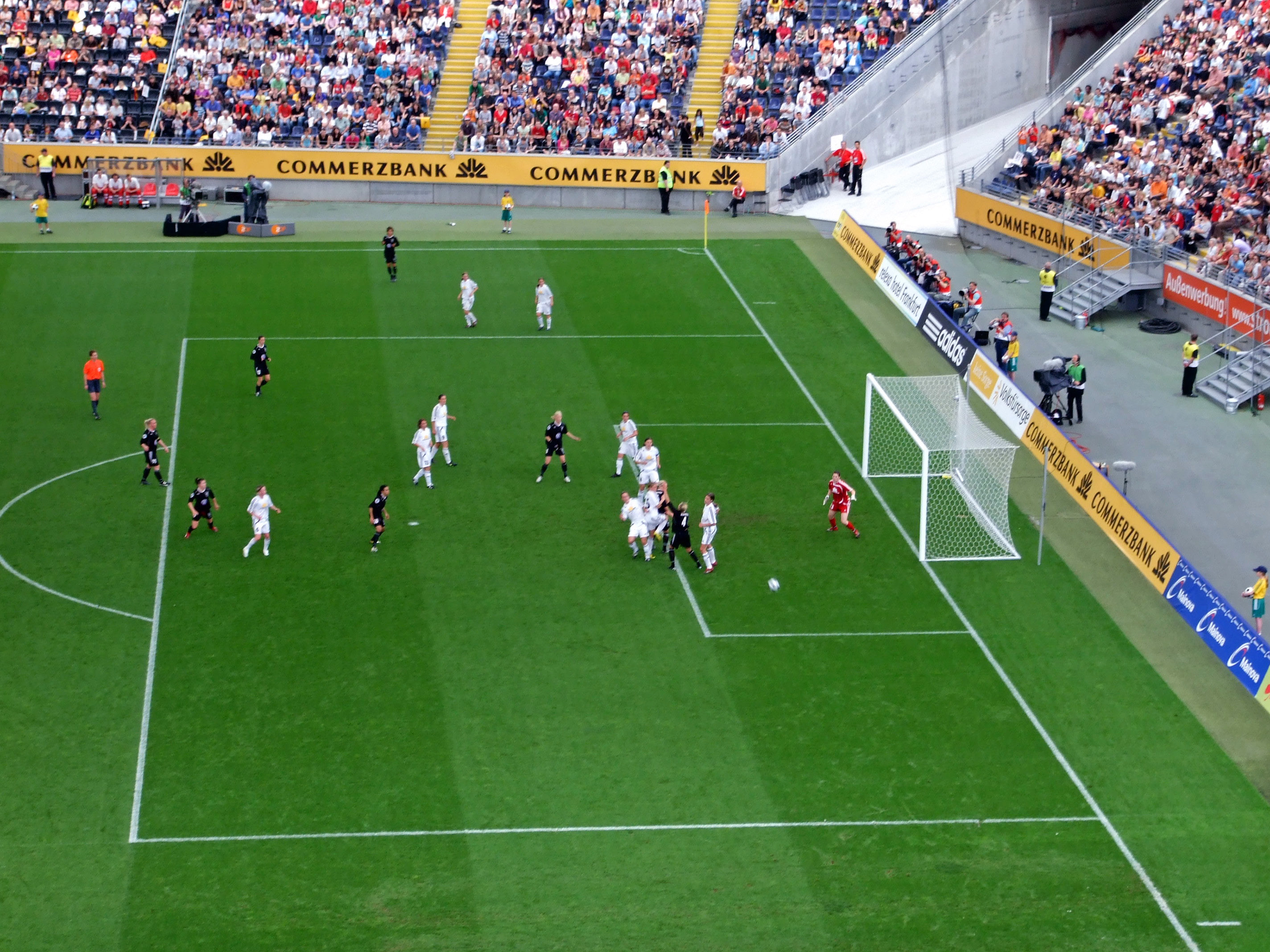
Umeå IK 2008 als schwedischer Meister im Finale um den UEFA Women’s Cup gegen den 1. FFC Frankfurt

1973 etablierte sich in Schweden eine erste landesweite Meisterschaft. Seinerzeit wurden zunächst in regionalen Ligen die Endrundenteilnehmer bestimmt, die im Pokalmodus den Titel ausspielten.
1988 führte der schwedische Fußballverband die Damallsvenskan als höchste Liga im schwedischen Frauenfußball ein. Dabei wurde in einer zwölf Mannschaften umfassenden eingleisigen ersten Liga gespielt. Die vier zuvorderst platzierten Mannschaften spielten im Play-off-Modus anschließend um den Titel. Ab der Spielzeit 1993 wurden die Play-off-Spiele abgeschafft und der Tabellenführer des letzten Spieltages zum Meister gekürt, ehe für die Spielzeiten 1998 und 1999 kurzzeitig der alten Modus wiedereingeführt wurde. Seit Einführung des UEFA Women’s Cup im Jahr 2001 nimmt der Meister an diesem Wettbewerb teil.
Die Damallsvenskan galt lange neben der deutschen Frauen-Bundesliga als stärkste Liga der Welt. Die Zuschauerzahlen der Damallsvenskan waren die höchsten in Europa. Mittlerweile wurde die Damallsvenskan von den Ligen in England, Frankreich und Spanien überholt. Den UEFA Women’s Cup konnte Umeå IK bei der zweiten und dritten Austragung 2003 und 2004 gewinnen. In der UEFA Women’s Champions League konnte der FC Rosengård zuletzt 2021 das Viertelfinale erreichen, die letzte Finalteilnahme gelang Tyresö FF 2014.